# Julia Barretto
Julia Francesca Barretto Baldivia (Mariquina; 10 de marzo de 1997), conocida artísticamente como Julia Barretto, es una actriz, cantante, bailarina y modelo filipina.

## Biografía
Es hija del actor Dennis Padilla y de la actriz Marjorie Barretto y tiene dos hermanas, Daniella (bloguera de moda) y Claudia; y un hermano, llamado León. También es sobrina de las actrices Claudine Barretto y Gretchen Barretto y de los actores y cantantes Antonio Morales Junior y Miguel Morales Barretto.
En 2019 participó en el reality de talentos filipino Star Magic Circle, Batch 19.

## Filmografía

### Televisión
| Año  | Título                                      | Personaje              | Canal   |
| 2007 | Walang Kapalit                              | Young Melanie          | ABS-CBN |
| 2007 | Kokey                                       | Anna Calugdan/Kalugdan | ABS-CBN |
| 2008 | Palos                                       | Pamela Kiev            | ABS-CBN |
| 2013 | Wansapanataym: Bokbok, Ang Batang Mapanubok | Lily                   | ABS-CBN |
| 2013 | Maalaala Mo Kaya: Drawing                   | Alex                   | ABS-CBN |
| 2013 | Wansapanataym: Petrang Paminta              | Petra                  | ABS-CBN |
| 2014 | Mira Bella                                  |                        | ABS CBN |

## Premios y reconocimientos
| Año  | Premio                                 | Categoría                                                     | Resultado |
| 2012 | Yes! Magazine 100 Most Beautiful Stars | Nuevo talento                                                 | Incluido  |
| 2012 | Star Magic Ball 2012                   | Premio Príncipe y Princesa de la Noche junto a Julian Estrada | Ganador   |
| 2013 | Candy Style Awards 2013                | Estrella en ascenso más elegante                              | Ganador   |
| 2013 | Yes! Magazine 100 Most Beautiful Stars | Nuevo talento                                                 | Incluido  |